# ウィンキー・ライ
黎美言（ウィンキー・ライ、簡体字: 黎美言、拼音: lí mĕiyán。1987年10月18日 - ）は、香港出身の歌手。身長162cm。体重46kg。てんびん座。HotChaのメンバーである。

## 人物・経歴
- ミッション系女子中学校を卒業後、2000年から2005年にかけて女童軍に参加。
- 2007年、張惠雅（リージェン・チョン）、張紋嘉（クリスタル・チョン）とともにHotChaを結成。

## 出演作品

### テレビドラマ
- 2008年：「尖子攻略」